# Camino de Santiago de Madrid

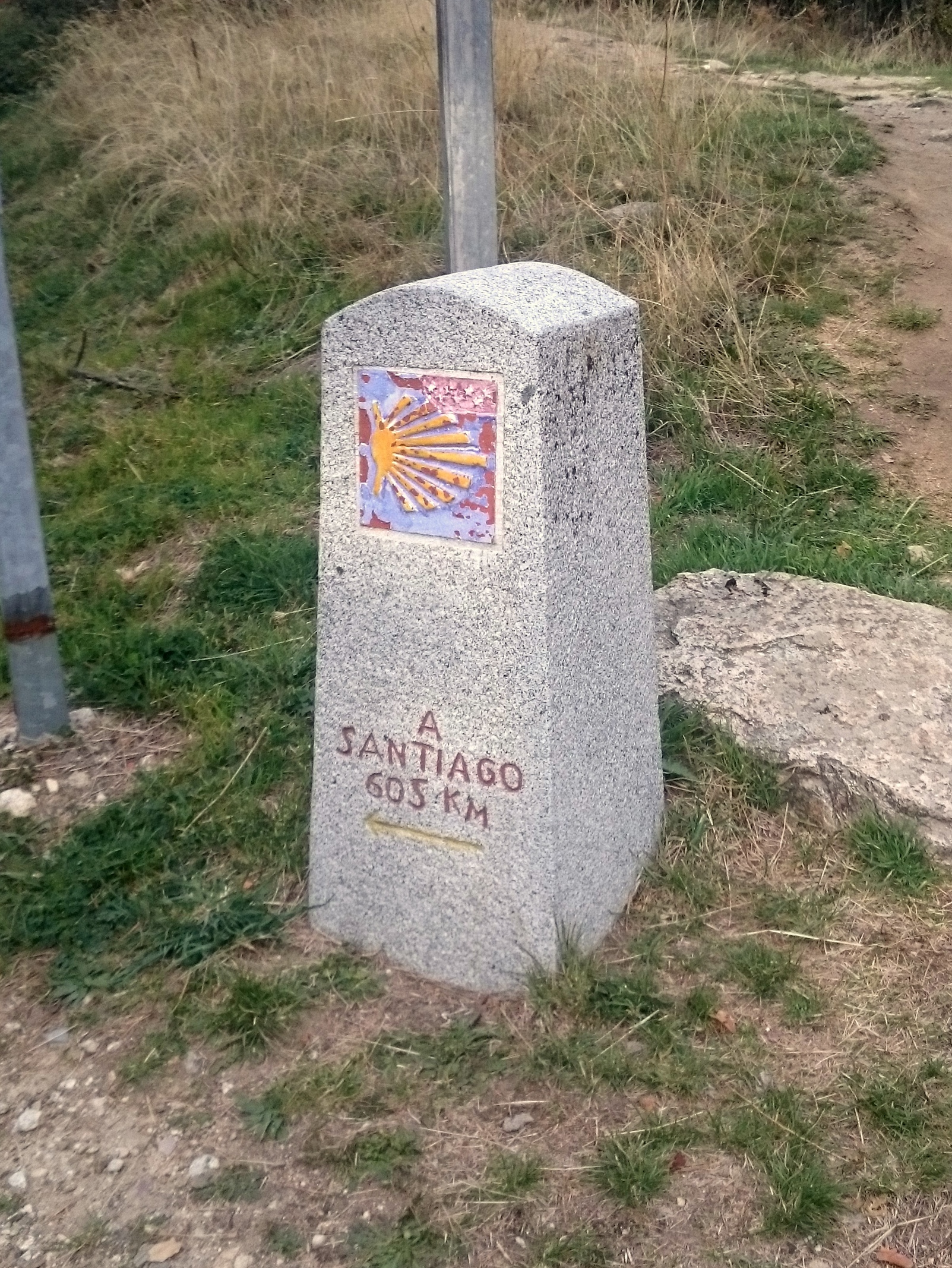
Vägmarkering vid Cercedilla.

Camino de Santiago de Madrid (eller Ruta Jacobea Madrileña) är en gren av Jakobsleden som börjar i Madrid och i nordvästlig riktning leder pilgrimerna till Sahagún, där leden går ihop med den franska grenen (Camino francés) som leder vidare fram till Santiago de Compostela.
Leden är vederbörligen utmärkt och det finns infrastruktur och information för en pilgrimsgång.
Det finns också en gren som förbinder Toledo med Madrid, fast den är till synes övergiven och utan kända planer för dess återställande.

## Vägsträckning
| Befolkning                                    | Provins    | Till Santiago (km) | Webb |  |
| --------------------------------------------- | ---------- | ------------------ | ---- |  |
| Madrid                                        | Madrid     | 660                |      |  |
| Fuencarral (Madrid)                           | Madrid     | 649                |      |  |
| Tres Cantos                                   | Madrid     | 637                |      |  |
| Colmenar Viejo                                | Madrid     | 625                |      |  |
| Manzanares el Real                            | Madrid     | 610                |      |  |
| Mataelpino (El Boalo)                         | Madrid     | 608                |      |  |
| Becerril de la Sierra                         | Madrid     | 604                |      |  |
| Navacerrada                                   | Madrid     | 601                |      |  |
| Cercedilla                                    | Madrid     | 594                |      |  |
| Puerto de la Fuenfría                         | Segovia    | 588                |      |  |
| Segovia                                       | Segovia    | 580                |      |  |
| Zamarramala (Segovia)                         | Segovia    | 577                |      |  |
| Valseca                                       | Segovia    | 572                |      |  |
| Los Huertos                                   | Segovia    | 568                |      |  |
| Añe                                           | Segovia    | 558                |      |  |
| Pinilla Ambroz (Santa María la Real de Nieva) | Segovia    | 552                |      |  |
| Santa María la Real de Nieva                  | Segovia    | 547                |      |  |
| Nieva                                         | Segovia    | 545                |      |  |
| Nava de la Asunción                           | Segovia    | 535                |      |  |
| Coca                                          | Segovia    | 525                |      |  |
| Villeguillo                                   | Segovia    | 517                |      |  |
| Alcazarén                                     | Valladolid | 501                |      |  |
| Valdestillas                                  | Valladolid | 485                |      |  |
| Puente Duero                                  | Valladolid | 477                |      |  |
| Simancas                                      | Valladolid | 471                |      |  |
| Ciguñuela                                     | Valladolid | 464                |      |  |
| Wamba                                         | Valladolid | 457                |      |  |
| Peñaflor de Hornija                           | Valladolid | 450                |      |  |
| Castromonte                                   | Valladolid | 441                |      |  |
| Valverde de Campos                            | Valladolid | 433                |      |  |
| Medina de Ríoseco                             | Valladolid | 428                |      |  |
| Berrueces                                     | Valladolid | 420                |      |  |
| Tamariz de Campos                             | Valladolid | 417                |      |  |
| Moral de la Reina                             | Valladolid | 414                |      |  |
| Cuenca de Campos                              | Valladolid | 406                |      |  |
| Villalón de Campos                            | Valladolid | 401                |      |  |
| Fontihoyuelo                                  | Valladolid | 393                |      |  |
| Santervás de Campos                           | Valladolid | 386                |      |  |
| Arenillas de Valderaduey (Sahagún)            | León       | 379                |      |  |
| Grajal de Campos                              | León       | 373                |      |  |
| Sahagún                                       | León       | 368                |      |  |